# Quay phim chính

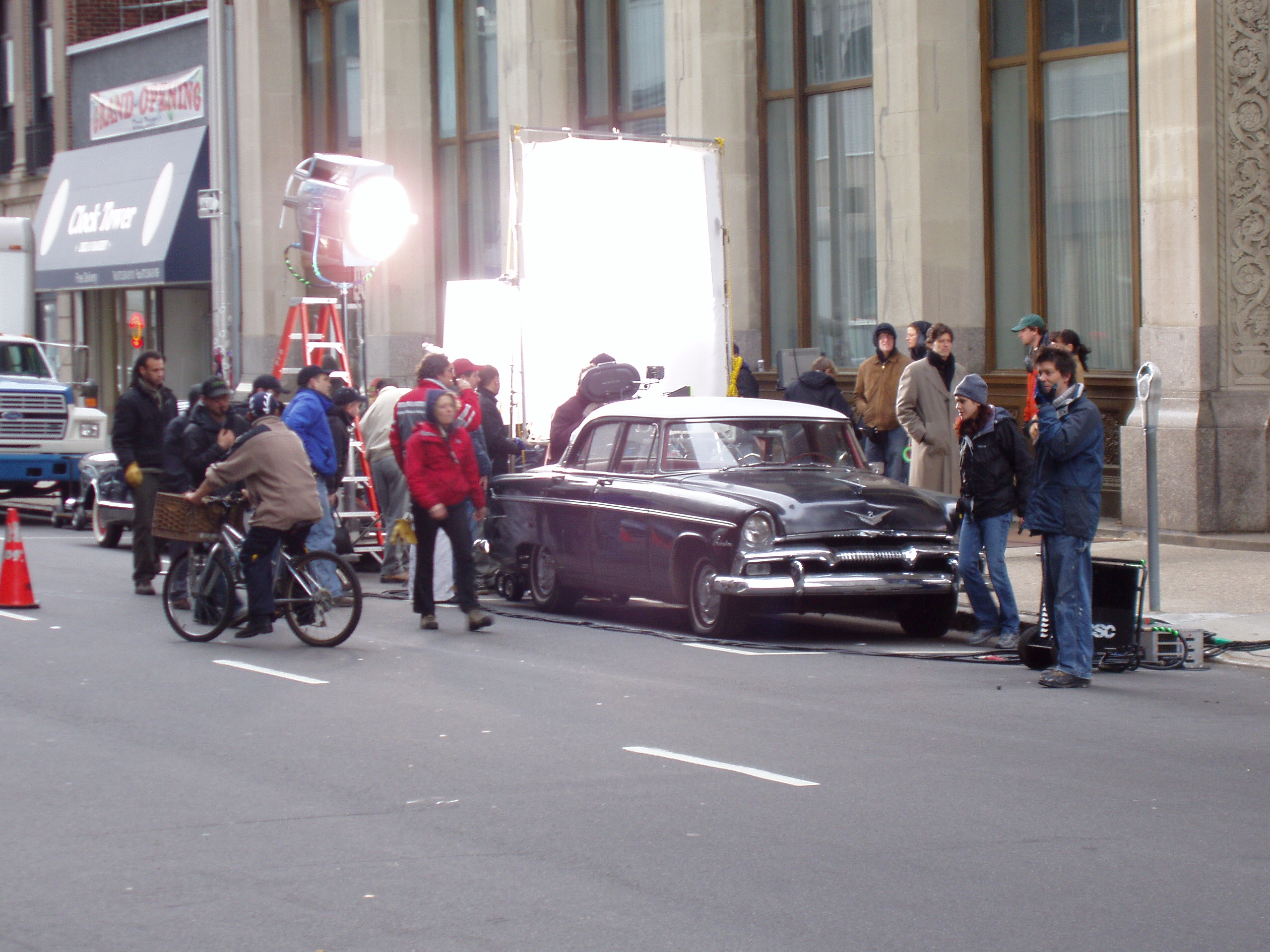
Sản xuất phim tại địa điểm ở Newark, New Jersey, tháng 4 năm 2004.

Quay phim chính là giai đoạn sản xuất phim, trong đó phần lớn bộ phim được quay, với các diễn viên trên phim trường và Máy quay phim, nhằm khác biệt với các quá trình tiền sản xuất và hậu kỳ.
Quay phim chính thường là giai đoạn đắt nhất của sản xuất phim, do diễn viên, đạo diễn và tiền lương cho đoàn làm phim, cũng như chi phí cho một số cảnh quay, đạo cụ và hiệu ứng đặc biệt trên phim trường. Sự khởi đầu của nó thường đánh dấu một điểm không thể trả lại cho các nhà tài chính, bởi vì cho đến khi nó hoàn thành, không có đủ tài liệu được quay để phát hành một sản phẩm cuối cùng cần thiết để bù lại chi phí. Mặc dù thông thường, một bộ phim bị mất trạng thái đèn xanh trong quá trình tiền sản xuất - chẳng hạn, bởi vì một diễn viên quan trọng bỏ ngang hoặc đột ngột qua đời, hoặc một vụ bê bối nào đó nhấn chìm hãng phim hoặc một diễn viên - rất hiếm khi tài trợ được phép rút lại một khi giai đoạn quay phim chính đã bắt đầu.
Phim truyện thường có bảo hiểm tại chỗ khi thời điểm quay phim chính bắt đầu. Cái chết của một ngôi sao ngân hàng trước khi hoàn thành tất cả các kế hoạch đã mất, hoặc việc mất các bộ hoặc cảnh quay có thể khiến một bộ phim không thể hoàn thành như kế hoạch. Ví dụ, các trường quay rất dễ cháy. Hơn nữa, máy quay phim chất lượng chuyên nghiệp thường được thuê khi cần thiết và hầu hết các công ty cho thuê máy quay sẽ không cho phép hãng phim thuê thiết bị của họ mà không có bảo hiểm thiết bị.
Khi một bộ phim kết thúc giai đoạn quay phim chính, giai đoạn này coi như phim đã được đóng gói lại, và một bữa tiệc có thể được tổ chức để ăn mừng. Trong giai đoạn hậu kỳ, một số đoạn quay hoặc đoạn phim có thể bị coi là thiếu hoặc không đầy đủ và được yêu cầu phải quay lại để hoàn thành bộ phim, hoặc là một số cảnh không được như mong đợi, hoặc thậm chí, như đã thấy trong giai đoạn cuối của bộ phim The Hate U Give, rằng diễn xuất hoặc hành vi của một diễn viên cụ thể không được như mong muốn, khiến anh ta hoặc cô ta bị thay thế hoàn toàn bằng người khác. Trong những trường hợp này, các đoạn phim bổ sung có thể phải được quay lại. Nếu các đoạn phim đã được quay một lần, hoặc là đáng kể, quá trình này được gọi là quay lại, nhưng nếu đoạn phim này là mới và tương đối nhỏ, nó thường được gọi là pick-up.